# Gazet Patursson
Olaf Gazet Patursson (født 6. juli 1879 i Kirkjubøur, død 2. maj 1970) var en færøsk gartner og videnskabsmand.
Han var yngst af de seks Patursson-søskende. Hans ældre søskende var Jóannes, Helena, Sverre, Sigert, Petur.  Han er ikke lige så kendt i eftertiden som de fire førstnævnte, men var en foregangsmand indenfor havebrug på Færøerne og som videnskabsmand indenfor især botanik og entomologi. Han skabte eksempelvis en række færøske plantenavne sammen med Rasmus Rasmussen. Til trods for et stort efterladt skriftlig materiale fra Patursson selv er de fleste biografiske beretninger om ham baseret på Niels Winther Poulsens mindeord efter hans bortgang.
Gazet Patursson fik først hjemmeundervisning sammen med sine søskende i Kirkjubøur, og gik derefter på realskolen i Tórshavn. Derefter var han elev ved broderen Jóannes Paturssons landbrugsskole i Kirkjubøur og senere ved Askov Højskole og Landbohøjskolen i Danmark, men måtte afslutte uddannelsesforløbet ved sidstnævnte på grund af sygdom. Han var også elev ved Stend jordbrugsskole udenfor Bergen og ved Grude planteskole på Jæren, og fik sin faguddannelse som gartner fra sidstnævnte. Tilbage i Kirkjubøur lidt efter 1. Verdenskrig blev han den første på Færøerne til at have havebrug som hovederhverv.
I modsætning til resten af søskendeflokken, der alle var politisk aktive for Sjálvstýrisflokkurin, var Gazet Patursson en åben sympatisør af det socialdemokratiske  Javnaðarflokkurin og personlig ven med partiets mangeårige formand Peter Mohr Dam. Gazet Patursson var imidlertid aldrig politisk aktiv, hverken i partiorganisationen eller som folkevalgt.